# Jilmoví
Jilmoví je vesnice, část obce Pernštejnské Jestřabí v okrese Brno-venkov v Jihomoravském kraji. Nachází se v Hornosvratecké vrchovině, na okraji přírodního parku Svratecká hornatina, asi 1,5 km na jih od Pernštejnského Jestřabí. Žije zde 61 obyvatel. Katastrální území Jilmovího má rozlohu 2,80 km².

## Historie
První písemná zmínka o vsi je z roku 1365. Součástí Pernštejnského Jestřabí je Jilmoví od roku 1960.
K 1. lednu 2005 byla vesnice Jilmoví, jako součást obce Pernštejnské Jestřabí, společně s dalšími 23 obcemi převedena z okresu Žďár nad Sázavou (Kraj Vysočina) do okresu Brno-venkov (Jihomoravský kraj).

## Obyvatelstvo
| Rok            | 1869 | 1880 | 1890 | 1900 | 1910 | 1921 | 1930 | 1950 | 1961 | 1970 | 1980 | 1991 | 2001 | 2011 | 2021 |
| -------------- | ---- | ---- | ---- | ---- | ---- | ---- | ---- | ---- | ---- | ---- | ---- | ---- | ---- | ---- | ---- |
| Počet obyvatel | 99   | 129  | 121  | 118  | 116  | 102  | 115  | 88   | 101  | 94   | 79   | 66   | 59   | 57   | 61   |
| Počet domů     | 15   | 15   | 15   | 18   | 17   | 16   | 19   | 22   | —    | 21   | 19   | 21   | 24   | 23   | 24   |

Vývoj počtu obyvatel

## Pamětihodnosti
- Zvonička